# 駐日ナミビア大使館
駐日ナミビア共和国大使館（ちゅうにちナミビアきょうわこくたいしかん）は、ナミビアが日本の首都東京に設置している大使館である。
2010年10月に開設された。

## 所在地
東京都港区麻布台三丁目5-7 麻布アメレックスビル4階

## 大使
2025年3月27日より、レベッカ・ペヤバリ・イヤンボが臨時代理大使を務めている。